# Bougnon
Bougnon – miejscowość i gmina we Francji, w regionie Burgundia-Franche-Comté, w departamencie Górna Saona.
Według danych na rok 1990 gminę zamieszkiwało 385 osób, a gęstość zaludnienia wynosiła 42 osoby/km² (wśród 1786 gmin Franche-Comté Bougnon plasuje się na 387. miejscu pod względem liczby ludności, natomiast pod względem powierzchni na miejscu 485.).